# Ultralazer
 (mars 2019).
Ultralazer est une série de bandes dessinées créée par les scénaristes Pauline Giraud et Maxence Henry et dessinée par Yvan Duque et Maxence Henry, éditée depuis février 2019 aux éditions Delcourt.

## Synopsis
Sur la paisible petite planète Topoï vivent Horb et Bouko, les gardiens du Roi des bêtes. Ce dernier, maître de l'harmonie, diffuse son énergie aux quatre coins de la planète et s'assure du bon équilibre entre la faune et la flore. Jusqu'au jour où les envahisseurs Buzards attaquent le temple du roi. En quête d'un mystérieux pouvoir nommé Ultralazer, ils semblent persuadés que le Roi des bêtes en est la clef. Horb et Bouko, serviteurs du Roi, vont défendre celui-ci et mener la résistance. Leurs aventures les porteront vers de lointaines contrées pleines de mystères et de magie,.

## Personnages
- Horb : Garçon de 10 ans, il est le gardien du Roi des bêtes. Sa mission est de nourrir le Roi et les petites bêtes sacrées, mais aussi d'entretenir les lieux liées à la magie du Roi. Débrouillard et volontaire, il est également passionné de minéraux.
- Bouko : Mi-bouc, mi-élan, il est capable de soulever de très lourdes charges. Il est le partenaire idéal pour accompagner Horb dans ses aventures au quotidien.
- Kabiyo : Ce Petit garçon-poisson est en apprentissage, il est très curieux et pose beaucoup de questions.
- Le Roi des bêtes : Il distribue son énergie sur Topoï, sans lui, le monde serait perdu. Il ne parle pas, mais est d'une grande tendresse avec ses petites bêtes sacrées.
- Lekok : Soldat Buzard, il déserte et tente de rejoindre l'équipe d'Horb et Bouko.
- Gemma : Enfermée depuis longtemps dans une prison végétale, elle est la dernière femme patate.
- Xor : Commandant Buzard au passé trouble.
- Kramon : Chef des Buzards.
- Belrod : Gardien du Roi des bêtes de Rok, ce chat est un expert en végétaux.
- Helmut : Il récupère des choses dans les égouts avec une épuisette. C'est lui qui amène la bande dans la cité souterraine d'Agate Xyloïde.
- Amadeus : Ancien gagnant du Tournoi de Kobalt.

C'est un grand ami de Gemma.

## Présentation
La série Ultralazer est signée pour 3 tomes.
Le travail d'équipe est le leitmotiv de ce projet, Pauline Giraud et Maxence Henry rédigent le scénario, puis Yvan Duque apporte ses idées, Maxence Henry s'occupe du Storyboard. Yvan Duque réalise ensuite tous les décors à la gouache et Maxence Henry Finalise les planches avec les personnages en numérique. Pauline réalise également des sculptures en papier issues pour certaines de l'univers de la bande dessinée.
La critique Bd Gest parle également de leurs influences : « Premier tome d’une saga profondément influencée tant par Dragon Ball que par Hayao Miyazaki », entre « Manga, anime et aussi folkore ».

## Listes des tomes
- Maxence Henry (scénario et personnages), Pauline Giraud (scénario) et Yvan Duque (illustration), Ultralazer, t. 1 : Horb et Bouko, Paris, Delcourt, 2019, 125 p., Broché – Illustré (ISBN 9782756091792, 2756091790 et 9782756091785, OCLC 1090545995, présentation en ligne) ;
- Maxence Henry (scénario et personnages), Pauline Giraud (scénario) et Yvan Duque (illustration), Ultralazer, t. 2 : Rok, Paris, Delcourt, 2020, 123 p., Broché – Illustré (ISBN 9782756091792 et 2756091790, OCLC 1201550255, présentation en ligne).